# イソ酪酸酢酸スクロース
イソ酪酸酢酸スクロースまたはショ糖酢酸イソ酪酸エステル（Sucrose acetate isobutyrate、SAIB）は、乳化剤であり、E番号はE444である。アメリカ合衆国では、カクテル、ビール、麦芽飲料、ワイン等の食品添加物として「GRAS」（一般に安全と認められる）に分類され、臭素化植物油を代替する可能性があると考えられている。

## 化学
SAIBは、酢酸と無水イソ酪酸によるスクロースのエステル化によって合成される。

## 利用
- 飲料用乳化剤（増量剤）
- カラー化粧品とスキンケア
- 香味料（オレンジフレーバー）
- 芳香定着剤
- ヘアケア